# Asteroidenfeuer – Die Erde explodiert
Asteroidenfeuer – Die Erde explodiert (Doomsday Rock) ist ein US-amerikanischer Science-Fiction-Film von Brian Trenchard-Smith aus dem Jahr 1997. Die Hauptrolle spielte William Devane. Der Film war am 21. Februar 2003 zum ersten Mal im deutschen Fernsehen zu sehen.

## Handlung
Der Astronom Dr. Karl Sorenson untersucht alte Aufzeichnungen, die vor dem Fall eines Asteroiden auf die Erde warnen. Da man ihm nicht glaubt, überredet er einige Gefolgsleute, einen US-Stützpunkt mit Nuklearwaffen zu besetzen. Mit zwei abgeschossenen Raketen soll der Asteroid zerstört werden.
Das FBI benachrichtigt Sorensons Tochter Katherine, die ebenfalls Wissenschaftlerin ist. Sie soll ihren Vater zur Aufgabe überreden. Die Regierung der USA befürchtet, dass die Russen den Start einer Rakete als Angriff interpretieren könnten.
Es scheint zunächst, dass der Asteroid die Erde verfehlen wird. Dann kollidiert er jedoch mit einem Kometen und wird in Richtung der Erde gelenkt. Sorenson lässt eine Rakete starten, doch die Kraft des Sprengkopfes ist für den Asteroiden zu gering. Die Russen starten ebenfalls eine Rakete, wie sich herausstellt, nicht gegen die USA, sondern um den Asteroiden zu zerstören. Beide Raketen erreichen gleichzeitig ihr Ziel, die Erde wird gerettet.

## Kritiken
Die Redaktion von TV Spielfilm schrieb auf www.tvspielfilm.de, William Devane würde den Film retten.

„Science-Fiction-Film mit einer extrem fadenscheinigen Handlung, billigen Effekten und schlecht spielenden Darstellern.“